# ミスティ・ドーン

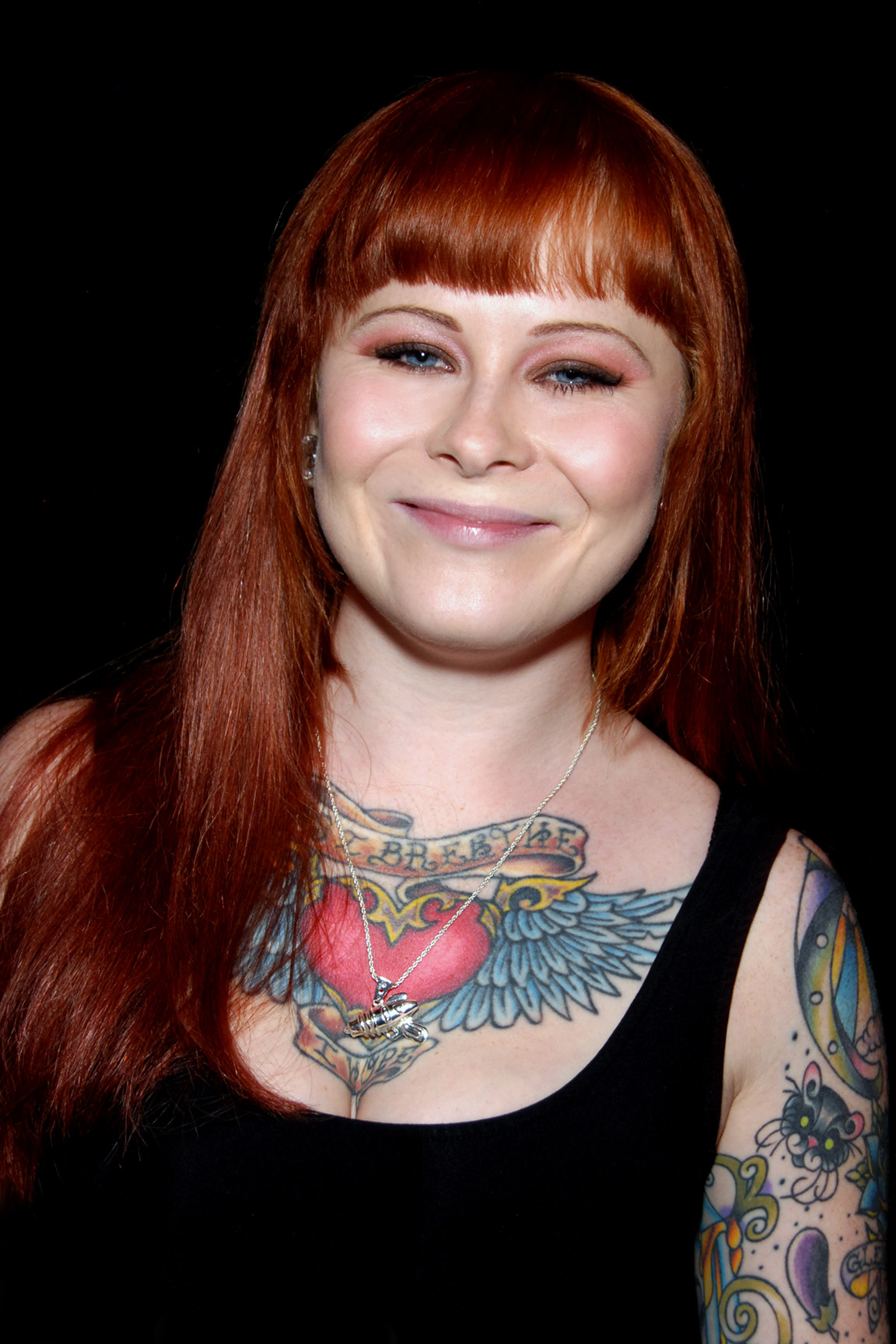
ミスティ・ドーン

ミスティ・ドーン（Misti Dawn、 1986年2月11日 - ）は、アメリカ合衆国のポルノ女優。ケンタッキー州ヘンダーソン出身。